# فيهوفن
فيهوفن (بالألمانية: Viehhofen) هي بلدية في منطقة زيلامسي بولاية زالتسبورغ، النمسا.